# Icosidodecaedro
El icosidodecaedro es un sólido de Arquímedes, concretamente un poliedro cuasirregular.
Es un poliedro con doce caras pentagonales y veinte triangulares. Cuenta con 30 vértices idénticos, en los que se unen dos triángulos y dos pentágonos en cada uno de ellos. 60 aristas idénticas separan a cada triángulo de un pentágono.